# Eupoecilia ambiguella
La tignola della vite (Eupoecilia ambiguella (Hübner, 1796)) è un lepidottero appartenente alla famiglia dei Tortricidi sottofamiglia Tortricinae, tribù Cochylini. Con un altro tortricide, la tignoletta della vite (Lobesia botrana), forma il gruppo dei fitofagi carpofagi di maggiore importanza nell'ambito delle avversità della vite. Pur occupando la stessa nicchia ecologica della tignoletta, i suoi attacchi non avvengono mai contemporaneamente. Il nome comune (tignola) indica una dimensione leggermente maggiore, ricorrente in tutti gli stadi di sviluppo, dall'uovo all'adulto.

## Descrizione
L'adulto è una farfallina di medie dimensioni, con apertura alare di 12-15 mm (11–13 mm nella tignoletta). Le ali anteriori hanno la forma tipica della generalità dei Tortricidi, ovvero sono subtrapezoidali, con margine costale convesso e tendenzialmente parallelo a quello anale e margine distale rientrante in senso antero-posteriore. Come tutti i lepidotteri della sottofamiglia dei Cochylinae, in letteratura spesso trattata come famiglia distinta, si distingue dagli altri Tortricidi e, quindi, dalla Lobesia botrana per la conformazione della cubito: la cubito posteriore (Cu2) è assente (presente nella tignoletta) e il ramo posteriore della Cu1 (C1b) trae origine dall'ultimo quarto della cellula discale (a circa tre quarti della cellula discale nella tignoletta). Il carattere macroscopicamente più evidente, comunque, è il disegno delle ali anteriori: nella tignoletta, le ali sono marmorizzate, nella tignola sono di colore bianco-giallastro, con una fascia trasversale subtrapezoidale di colore bruno che si estende nella zona intermedia dal margine costale a quello anale e con base più larga nel margine costale. Le ali posteriori sono di colore grigiastro e recano, al margine, una frangia di colore più chiaro.
L'uovo è lenticolare e di forma ellittica, largo 0,6 mm e lungo 0,8 mm, di colore giallastro appena deposto, ma poi recante una macchiettatura di colore arancio o bruno-rossastro. La larva, lunga circa 1 mm alla nascita, è molto simile a quella della tignoletta, di colore biancastro con capo scuro. Al termine dello sviluppo raggiunge i 10–12 mm di lunghezza, di colore variabile dal rosso scuro al nocciola-verdastro, bruno nel capo e nel dorso del primo segmento toracico. a crisalide è bruno-rossastra,

## Biologia

### Ciclo
Il ciclo della tignola è bivoltino, con due generazioni l'anno, la prima antofaga e la seconda carpofaga. Quest'ultima è anche la generazione svernante, con svernamento allo stadio di crisalide. In teoria gli adulti della seconda generazione possono sfarfallare anche nella stessa stagione, dalle crisalidi impupate precocemente, tuttavia questo evento è sporadico ed è riproducibile, per lo più, solo in laboratorio. In condizioni ordinarie, perciò, la tignola dà luogo a due sfarfallamenti nel corso dell'anno: il primo in primavera (adulti della generazione carpofaga), dalle crisalidi svernanti, il secondo in estate (adulti della generazione antofaga), dalle crisalidi della prima generazione.
Gli sfarfallamenti della generazione svernante hanno inizio alla fine di aprile ma si concentrano nel mese di maggio, in un arco temporale che si protrae, per circa un mese e, comunque, non oltre la metà di giugno. In letteratura sono citati casi eccezionali di sfarfallamenti iniziati ad aprile o a marzo. Gli sfarfallamenti dei maschi precedono in media quelli delle femmine. Le ovideposizioni si concentrano a circa una settimana dal picco di massima intensità dei voli. Le femmine depongono le uova nelle infiorescenze, in genere in corrispondenza dei boccioli fiorali, e da queste si sviluppa la generazione antofaga, che si nutre a spese dei fiori della vite. Lo sviluppo larvale si svolge in circa un mese e ad esso succede la ninfosi, con impupamento a partire dalla seconda metà di giugno. La ninfosi della prima generazione ha la durata 9-12 giorni.
Gli sfarfallamenti della generazione antofaga hanno inizio alla fine di giugno e si protraggono per tutto il mese di luglio, con la massima intensità dei voli in corrispondenza della prima metà del mese. Le femmine di questa generazione depongono le uova sugli acini, che in genere hanno le dimensioni di un grano di pepe. Da queste deposizioni nascono, dopo pochi giorni, le larvette della generazione carpofaga. La durata dello sviluppo larvale, nella seconda generazione, è maggiore e la presenza delle larve sui grappoli si protrae dall'inizio di luglio fino alla prima metà di ottobre. A maturità, larva abbandona il grappolo e si sposta sui tralci e sul ceppo dove avviene l'impupamento. Questa fase del ciclo si verifica in genere a partire dagli inizi di ottobre. Raramente si possono formare crisalidi già dalla fine di agosto e queste ultime possono dare luogo ad un terzo sfarfallamento che, come si è detto, è un evento piuttosto raro. In ogni modo questo sfarfallamento rappresenta un evento biologicamente negativo per la specie, in quanto le larve della terza generazione non hanno la possibilità di svilupparsi e gli adulti non sono in grado di sopravvivere fino alla primavera successiva.
Lo svernamento avviene allo stadio di crisalide, all'interno di un bozzolo di seta seminascosto nel ritidoma delle viti.

### Esigenze, fertilità e sviluppo
La tignola manifesta differenti comportamenti in relazione sia alle condizioni climatiche sia alla fase del ciclo. L'attività degli adulti è favorita da un clima mite e da una umidità relativa abbastanza alta. L'optimum termoigrometrico si colloca ad una temperatura di 22-25 °C e un'umidità del 70-100%, perciò sono nettamente sfavorevoli le estati torride e quelle calde e secche. Si rileva, inoltre, una spiccata mortalità delle crisalidi della generazione svernante in primavere con forti escursioni termiche, superiori ai 20 °C.
Queste esigenze fanno sì che la tignola abbia un areale che si estende tendenzialmente più a nord, rispetto a quello della tignoletta (Lobesia botrana), in quanto sono preferite le stazioni a clima più fresco e umido.
La fertilità delle femmine differisce nelle due generazioni: le femmine sfarfallate dalle crisalidi svernanti depongono in media 40-60 uova, mentre quelle sfarfallate dalle crisalidi della generazione antofaga depongono in media 30 uova. La durata dell'incubazione è condizionata dalla temperatura e tende a ridursi con temperature più alte. Le uova della generazione antofaga schiudono dopo 1-2 settimane, quelle della generazione carpofaga dopo appena 3-4 giorni.

### Etologia
Gli adulti hanno abitudini crepuscolari e notturne, mentre durante il giorno si riposano stazionando in siti ombreggiati e freschi. L'attività sessuale è mediata dall'azione attrattiva esercitata sui maschi dal feromone emesso dalle femmine.
Le uova delle femmine della generazione carpofaga sono deposte isolatamente, in genere sul lato di un bocciolo fiorale, più raramente sui pedicelli e sul rachide. Le uova delle femmine della generazione antofaga sono deposte, anch'esse isolatamente, sull'acino in prossimità del pedicello.
Le larve manifestano una voracità più spiccata rispetto a quelle della tignoletta. Una sola larva antofaga distrugge 50-60 fiori, una larva carpofaga distrugge circa 20 acini. Le larve antofaghe avvolgono i fiori in glomeruli per mezzo di fili sericei e attaccano i fiori forandoli dall'esterno. Durante lo sviluppo costruiscono un piccolo astuccio che sarà alla fine usato come bozzolo per proteggere la crisalide. L'impupamento ha luogo all'interno dei glomeruli infestati. Le larve carpofaghe avvolgono globeruli di acini una densa ragnatela dopo di che penetrano all'interno degli acini svuotandoli in parte del contenuto.

### Nutrizione
Malgrado sia normalmente associata alla vite, come del resto indica il nome comune, la tignola è in realtà caratterizzata da una spiccata polifagia che si riversa su una larga gamma, sotto l'aspetto tassonomico, di piante erbacee o legnose, in genere con frutto a bacca o simile, appartenenti a generi come Ribes, Lonicera, Viburnum, Rhamnus, Ligustrum, Juniperus, Hedera, ecc. Questa polifagia si manifesta, in particolare, nelle regioni ubicate oltre l'areale di coltivazione della vite.

### Fattori naturali di controllo
I fattori naturali di controllo sono di tipo abiotico o biotico. I primi sono rappresentati, come si è detto in precedenza, dal regime termoigrometrico. L'azione più efficace è svolta dalla temperatura: regimi termici superiori ai 30-32 °C possono causare un'elevata mortalità degli adulti anche in condizioni di elevata umidità relativa. L'azione del clima può essere tale, perciò, da determinare la scomparsa o la modesta attività della tignola in intere regioni. È ciò che si verifica nella maggior parte del territorio italiano, dove le estati calde e asciutte sfavoriscono la tignola e l'attenzione dei viticoltori si concentra sulla tignoletta.
I fattori biotici sono rappresentati da un elevato numero di antagonisti naturali, la cui incidenza complessiva, tuttavia, è modesta rispetto a quella del controllo biologico della tignoletta. Fra gli insetti parassitoidi si ricorda il genere Pimpla (Hymenoptera: Ichneumonidae) e il calcidoide Colpoclypeus florus (Hymenoptera: Eulophidae). Fra i predatori sono attivi le crisope (Neuroptera: Chrysopidae) e i sirfidi (Diptera: Syrphidae). Tra i parassiti, infine, si annoverano alcuni funghi entomopatogeni (Beauveria bassiana, Spicaria farinosa).

## Feromone sessuale
Il feromone sessuale della tignola è una miscela esteri e alcoli saturi o insaturi a 12-20 atomi di carbonio, fra cui ricorrono in particolare i seguenti:
- (Z)-9-dodecenil acetato, considerato come il componente fondamentale anche se non necessariamente predominante;
- dodecil acetato;
- (Z)-9-dodecen-1-olo;
- esadecil acetato;
- ottadecil acetato.

L'azione attrattiva si svolgerebbe in modo complesso: alcuni componenti, come il dodecil acetato, non avrebbero una propria azione attrattiva nei confronti dei maschi, ma in loro presenza l'effetto dei componenti con azione attrattiva (es. lo Z-9-dodecenil acetato e l'ottadecil acetato) risulterebbe potenziato.
| (Z)-9-dodecenil acetato | dodecil acetato                                                      |
| (Z)-9-dodecen-1-olo     | Principali componenti del feromone sessuale della tignola della vite |
| esadecil acetato        | ottadecil acetato                                                    |

I feromoni commerciali sono costituiti da miscele di (Z)-9-dodecenil acetato e dodecil acetato.

## Habitat e diffusione
L'areale della tignola è più vasto di quello della tignoletta, in quanto comprende anche regioni più a nord dell'areale di coltivazione della vite. Specie tipicamente paleartica, è presente in gran parte dell'Europa, fino alla Finlandia, la Scandinavia, l'Inghilterra e in diverse regioni della Russia. L'areale asiatico si estende dall'Asia minore alle regioni del Caucaso, alla Siberia all'Iran, fino a raggiungere l'India, la Cina e il Giappone. È invece assente nel Nordafrica e non ci sono sufficienti informazioni relative alla sua presenza in molte isole del Mediterraneo. Fuori dall'Eurasia, la specie è segnalata in Brasile, a seguito di un'accidentale introduzione.
Rispetto alla tignoletta, la tignola si rinviene più frequentemente in regioni a clima fresco e umido, perciò nelle regioni più calde presenta un areale alquanto frammentato e limitato alle aree con condizioni microclimatiche più favorevoli. Questa tendenza è confermata dalla diffusione in Italia: considerando l'intero territorio nazionale, la Lobesia botrana è la principale tignola della vite in quanto abbondantemente diffusa dal nord alle isole, mentre la tignoletta, pur essendo segnalata anche in Sardegna e Sicilia, si rivela dannosa in Lombardia e nel Triveneto, mentre nella penisola e nelle isole è spesso assente nelle aree viticole.

## Danni
Il grado di dannosità della tignola è correlato alle condizioni ambientali, alla specificità del vitigno e alla generazione. In generale, la tignola è considerata meno dannosa della tignoletta in virtù della sua minore diffusione. Tuttavia, le condizioni climatiche favorevoli possono portare ad una maggiore incisività della tignola per la sua maggiore voracità rispetto alla tignoletta.
La generazione antofaga è considerata meno dannosa di quella carpofaga, tuttavia si devono valutare due differenti aspetti, relativi rispettivamente ai danni diretti e indiretti. Un'elevata percentuale di infestazione delle infiorescenze produce un danno diretto soprattutto nei vitigni a grappolo spargolo in quanto può portare alla formazione di grappoli poveri di acini. A prescindere dall'effettivo danno diretto va considerato anche il danno potenziale associato alla dinamica di popolazione: infestazioni più intense da parte della generazione antofaga portano a densità di popolazione più alte degli adulti che sfarfallano in estate, aumentando l'entità delle ovideposizioni sugli acini.
La generazione carpofaga è invece responsabile di due ordini di danno: da un lato il danno diretto provocato dalla distruzione degli acini, da un altro la predisposizione agli attacchi da parte della Botrytis cinerea, agente del marciume grigio, che penetra con maggiore facilità attraverso le ferite provocate dalle tignole della vite. Il grado di dannosità è pertanto correlato alla qualità intrinseca del vitigno, alla suscettività dello stesso alla botrite e, naturalmente, all'intensità degli attacchi.

## Metodi di lotta
La lotta alla tignola della vite si applica con gli stessi criteri della difesa contro la tignoletta. Gli interventi, generalmente applicati nei confronti della tignoletta, vanno calibrati in funzione della tignola laddove questa specie tende a sostituire la tignola, in particolare nelle regioni settentrionali a nord del Po.

### Lotta chimica e microbiologica
La difesa chimica e microbiologica si basa essenzialmente su tre metodologie:
- trattamenti larvicidi con insetticidi endoterapici (fosforganici) in fase di penetrazione;
- trattamenti ovicidi-larvicidi con insetticidi di sintesi (regolatori di crescita) in fase di ovideposizione;
- trattamenti con bioinsetticidi in fase di ovideposizione.

In tutti i casi si applicano gli interventi secondo i principi della lotta guidata o della lotta integrata, intervenendo perciò al superamento della soglia di intervento.
I fosforganici, generalmente ad azione citotropica o sistemica (Clorpirifos, quinalfos), sono indicati per trattamenti tardivi sulla generazione carpofaga quando sono già iniziate le penetrazioni negli acini. I regolatori dello sviluppo o IGR (Insects Growth Regulators) sono insetticidi di sintesi di nuova generazione (in generale azotorganici) e a basso impatto ambientale, in quanto - a differenza dei fosforganici - esercitano un'azione specifica interferendo con la schiusa delle uova o con lo sviluppo postembrionale. A tal fine si possono impiegare il flufenoxuron, il teflubenzuron, il metoxifenozide, l'indoxacarb, il lufenuron, il tebufenozide. L'uso di questi principi attivi è comunque disciplinato nell'ambito della lotta integrata e, al fine di evitare l'insorgenza di fenomeni di resistenza, si deve ricorrere, secondo i casi, a massimo 1 o 2 impieghi l'anno. Questi insetticidi vanno irrorati, secondo il principio attivo, nella fase iniziale delle ovideposizioni, quando le uova non sono ancora pigmentate, oppure in fase tardiva, in prossimità della schiusa, quando le uova presentano la maculatura. Il ricorso ai bioinsetticidi si basa sull'impiego del Bacillus thuringiensis var. kurstaki in prossimità della schiusa delle uova o all'inizio delle nascite.
L'efficacia dei trattamenti si basa sulla valutazione del momento ottimale e della soglia di intervento attraverso il monitoraggio sia degli sfarfallamenti sia delle infestazioni, con criteri differenti secondo la generazione.
Contro la generazione antofaga si interviene monitorando l'andamento effettivo delle infestazioni esaminando i grappoli alla fase fenologica dei bottoni fiorali, ovvero quando i fiori non sono ancora schiusi. La soglia di intervento si basa sulle caratteristiche del grappolo e in linea di massima si interviene quando si rilevano infestazioni di media intensità sul 30-35% dei grappoli esaminati per i vitigni a grappolo spargolo e sul 50% per quelli a grappolo serrato. La differenza di valutazione è dovuta al danno economico che, a parità di infestazione, è più grave per i vitigni a grappolo spargolo.
Contro la generazione carpofaga si interviene con il duplice monitoraggio: l'andamento dei voli si rileva per mezzo di trappole chemiotropiche innescate con il feromone sessuale, la soglia di intervento si rileva con il monitoraggio delle ovideposizioni sugli acini, ovvero si verifica la presenza di uova sugli acini. La soglia di intervento varia da un minimo del 3-5% ad un massimo del 5-8% in funzione della pregiatezza del vitigno e della suscettività agli attacchi da Botrytis cinerea. Il monitoraggio degli adulti è indispensabile per rilevare il picco di massima intensità, tenendo presente che 9-10 giorni dopo il picco dei voli la schiusura delle uova è imminente. In funzione del tipo di intervento e del principio attivo scelto si valuta perciò il momento ottimale in cui eseguire il trattamento. In genere è sufficiente un solo trattamento, ma per infestazioni di particolare gravità o per vitigni di particolare suscettività si può valutare la necessità di eseguire due interventi, intervallati di una settimana.

### Lotta agronomica
La lotta agronomica non è in grado, da sola, di combattere la tignola, tuttavia è di supporto alle altre tecniche di difesa creando condizioni climatiche sfavorevoli al lepidottero. Tali condizioni si realizzano con un'adeguata potatura verde, finalizzata ad esporre i grappoli al sole, favorire l'aerazione e prevenire il ristagno di aria umida.

### Confusione sessuale
La confusione sessuale è una tecnica basata sul rilascio di grandi quantitativi di feromone sessuale nell'ambiente allo scopo di disorientare i maschi e ridurre la probabilità di raggiungere le femmine. La tecnica consiste nell'applicazione di un numero di erogatori tale da creare una competizione tra l'emissione artificiale del feromone e quella naturale da parte delle femmine: a seguito di questa competizione, i maschi non sono in grado di individuare la posizione delle femmine e la probabilità di un incontro seguito dall'accoppiamento è affidata esclusivamente al caso. Nel settore viticolo la confusione sessuale è in sperimentazione, da diversi anni, nel Trentino-Alto Adige e in Veneto, principalmente nel controllo integrato della Lobesia botrana, mentre non si ha ancora una sufficiente sperimentazione nel controllo della tignola, a causa della minore frequenza di questo fitofago. I buoni risultati raggiunti con la tignoletta, secondo le annate, rendono teoricamente estensibile il metodo anche al controllo della tignola. Infatti, gli erogatori disponibili in commercio sono concepiti per il controllo della sola tignoletta oppure per il controllo di entrambi i fitofagi: questi ultimi contengono una miscela dei feromoni sessuali di entrambe le specie.
Alla luce dei risultati ottenuti finora, la confusione sessuale offre buoni risultati in condizioni di bassa intensità di popolazione, perciò si applica preferibilmente come metodo preventivo da integrare con la lotta chimica o microbiologica. Migliori risultati, inoltre, si ottengono nel lungo periodo e con l'applicazione su larga scala, a livello di comprensorio.